# Littlebourne
Littlebourne är en ort och civil parish i grevskapet Kent i sydöstra England. Orten ligger i distriktet Canterbury, cirka 6 kilometer öster om Canterbury. Tätorten (built-up area) hade 1 603 invånare vid folkräkningen år 2021.